# Prodecatoma beesoni
Prodecatoma beesoni är en stekelart som beskrevs av Mani och Kaul 1974. Prodecatoma beesoni ingår i släktet Prodecatoma och familjen kragglanssteklar. Inga underarter finns listade i Catalogue of Life.